# 信利國際
信利國際有限公司 (港交所：0732)是一家在香港交易所上市的工業公司。在1980年代由林偉華創立。主要業務是製造及銷售液晶體顯示器，電子消費產品，包括計算機、傳呼機、MP3播放機及電子零件。公司在香港註冊，主席為 林偉華。

## 相關連結
- 信利國際有限公司 （页面存档备份，存于）

1. ↑  汕尾市信利广场贸易有限公司